# C'era un ragazzo che come me amava i Beatles e i Rolling Stones
C'era un ragazzo che come me amava i Beatles e i Rolling Stones è una canzone cantata da Gianni Morandi, scritta da Franco Migliacci con musica di Mauro Lusini, incisa per la RCA Italiana nel 1966, con l'arrangiamento di Ennio Morricone.
Questo brano raggiunse la prima posizione nella Hit Parade italiana nel febbraio 1967 e vi rimase per tre settimane.

## Descrizione
Il batterista senese Mauro Lusini si era recato a Roma per proporre la canzone a Franco Migliacci e Gianni Morandi, cantandola in un inglese maccheronico. Il brano piacque ai due e, secondo i ricordi di Morandi, Migliacci in pochi minuti scrisse il testo in italiano, così come lo conosciamo.
La canzone parla di un ragazzo americano che deve abbandonare il suo sogno e il suo viaggio in Europa per andare a combattere in Vietnam, dove viene ucciso.
Si tratta di una canzone scritta da Franco Migliacci e Mauro Lusini per il testo e dal solo Lusini per la musica, e presentata da Morandi al Festival delle rose 1966 in abbinamento con la versione dell'autore. Successivamente all'esibizione di Morandi e Lusini al Festival delle rose, la RCA Italiana ritira il disco interpretato da Morandi dalla vendita sostituendolo con uno dalla copertina, numero di catalogo e lato B identico al precedente e con l'abituale arrangiamento, sempre di Morricone, che possiamo oggi ascoltare nelle compilation di Morandi, con un genere meno beat, più melenso e con l'introduzione dell'armonica a bocca non presente nell'arrangiamento precedente. I due dischi si differenziano per il numero della matrice impresso sul vinile. La prima edizione, più rara e ricercata dai collezionisti del vinile, recava il numero di matrice RKAW 23327, quella successiva RKAW 23363. Oltre alle due versioni del 1966 ne esiste una terza, sempre cantata da Gianni Morandi ma nel 1998. Questa versione è inclusa nell'album 30 volte Morandi , gli arrangiamenti sono curati da Andrea e Paolo Amati .

## Censura
Questa canzone di protesta contro la guerra del Vietnam fu sottoposta a censura musicale dalla RAI per essere in polemica con la politica di uno Stato amico (gli USA).

## Pubblicazione
La prima stampa del 45 giri era stata distribuita in pochissime copie ed era stata subito ritirata dopo il successo di C'era un ragazzo che come me amava i Beatles e i Rolling Stones, conseguita a seguito della sua partecipazione al Festival delle rose. Inoltre la versione del brano era diversa, sia nell'arrangiamento di Morricone che nell'esecuzione di Morandi.
Nell'ottobre del 1966 fu pubblicato come Lato A nel 45 giri C'era un ragazzo che come me amava i Beatles e i Rolling Stones/Se perdo anche te.

## Cover
Oltre all'incisione di Lusini, uscita in contemporanea con quella di Morandi nel 1966, il brano è stato interpretato in seguito in Italia da Lucio Dalla, da Fiorello (che nel 1992 lo inserisce nell'album Nuovamente falso) e da Claudio Baglioni.
Il brano è stato inciso da vari artisti stranieri: Joan Baez ha cantato il brano in italiano, e una versione tradotta in portoghese (dal titolo Era um Garoto que Como Eu Amava os Beatles e os Rolling Stones) è stata portata al successo in Brasile dalle bande Os Incríveis nel 1968, Engenheiros do Hawaii nel 1990 e KLB nel 2007. In Grecia fu ripresa lo stesso anno dal gruppo dei We Five (in cui militava un giovanissimo Demis Roussos) tradotta in greco Kapoio agori opos ego latreve. C'era un ragazzo che come me amava i Beatles ed i Rolling Stones fu inoltre molto popolare nell'URSS, dove fu tradotta in russo e resa famosa nel 1968 dal gruppo sovietico Pojuščie Gitary (Поющие Гитары), col titolo Byl odin paren' (Был Один Парень), e nello stesso anno Boris Godjunov, cantante bulgaro, la adattò nella sua lingua (canzone presente nel lato A del suo EP мелодии друзей, in cui sono raccolte altre cover di famosi brani internazionali). Nel 2014 Genny Day incide il brano per l'album Piano bar 1/5 (Nuova Canaria). Recentemente il gruppo russo The Cavestompers! ha registrato un'ulteriore versione di Byl odin paren' basando il testo sulla cover dei Pojuščie Gitary.

## Esecuzioni notevoli
- Nel 1966 Santy registra la versione spagnola, con testo di Carlos Román, dal titolo Era un muchacho que como a mí le gustaban los Beatles y los Rolling Stones (Columbia Records, ME 296), pubblicato in Spagna.
- Fu cantata in Italiano da Joan Baez ed inclusa nell'album live del 1967 Joan Baez in Italy.
- Fu cantata da Claudio Baglioni, inclusa nell'album Quelli degli altri tutti qui del 2006.